# Sulpícia (esposa de Lêntulo Cruscélio)
Sulpícia (c. 69–14 a.C.) foi a esposa de Lúcio Cornélio Lêntulo Cruscélio. Lêntulo era o filho de Lúcio Cornélio Lêntulo Crus A mãe de Sulpícia era Túlia (Júlia) Césaris (c. 86–34 a.C.) e seu pai era Sérvio Sulpício Rufo (c. 106–43 a.C.).

## Vida
A história de Sulpícia é muito parecida com a de Curia. Seu marido também foi legalmente condenado e proscrito pelos triúnviros no mesmo ano de 43 a.C.. Fugiu de Roma secretamente e foi se juntar às forças armadas de Sexto Pompeu, na Sicília. Depois que ela soube onde ele estava com segurança, ela se juntou a ele. Esta não foi uma tarefa fácil no entanto. Sua mãe, com quem ela mantinha muita proximidade, ficava atenta para que Sulpícia não fosse se juntar com seu marido no exílio. Sulpícia, no entanto, fez uma artimanha e se vestiu como uma escrava. Ela então levou duas outras escravas e dois meninos escravos com ela e escapou dos olhos atentos de sua mãe. Não teve medo de ser perseguida e era muito dedicada ao marido, estando disposta a arriscar sua vida por seu amor. Ao chegar na região da Sicília, logo descobriu onde Lêntulo estava. Ele deveria ser um pretor, mas sua maneira não refletia isso, sendo encontrado na sarjeta com cabelo desgrenhado com saudades de sua adorável esposa.